# Купер-Сити
Купер-Сити (англ. Cooper City) — город в округе Брауард штата Флорида, США. Население города по данным переписи населения 2010 года составляет 28 547 человек.

## География
По данным Бюро переписи населения США площадь города составляет 21,6 км², из них 20,8 км² составляет суша и 0,8 км² — открытые водные пространства. Расположен в юго-восточной части штата. Высота над уровнем моря составляет 2 м.

## Население
По данным переписи 2000 года население города насчитывало 27 939 человека; по данным на 2010 год оно составляет 28 547 человек. Расовый состав: белые — 89,1 %; афроамериканцы — 3,09 %; коренные американцы — 0,16 %; азиаты — 4,09 %; другие расы — 1,65 %; представители двух и более рас — 1,87 %. На каждые 100 женщин приходится 94,1 мужчин. Средний возраст населения — 37 лет.
Английский является родным для 78,55 % населения; испанский — для 15,08 %; иврит — для 1,25 %; другие распространённые языки — французский, малаялам и китайский
. 5,29 % населения города составляют уроженцы с Кубы.

## Города-побратимы
- Килларни, Ирландия